# Veerpoort (Deventer)
De Veerpoort was een stadspoort van de Nederlandse stad Deventer. De poort dankte zijn naam aan de IJsselveer die tegenover de poort stond. De poort is in de 16de eeuw verdwenen na de bouw van het bastion 'Graaf van Buren' die ter bescherming van de oude brug werd aangelegd.
Bergpoort 
· Brinkpoort 
· Duimpoort 
· Heestpoort 
· Kraanpoort 
· Melksterpoort
· Mosselpoort
· Noordenbergpoort
· Pijperspoort
· Raampoort
· Schoenmakerspoort
· Veerpoort 
· Verwerspoort 
· Vispoort 
· Vullerspoort
· Zandpoort